# Сејрвил (Њу Џерзи)
Сејрвил (енгл. Sayreville) град је у америчкој савезној држави Њу Џерзи.

## Демографија
По попису из 2010. године број становника је 42.704, што је 2.327 (5,8%) становника више него 2000. године.
| Група             | 2000.          | 2010.          |
| Белци             | 29.068 (72,0%) | 25.350 (59,4%) |
| Афроамериканци    | 3.481 (8,6%)   | 4.573 (10,7%)  |
| Азијати           | 4.265 (10,6%)  | 6.882 (16,1%)  |
| Хиспаноамериканци | 2.942 (7,3%)   | 5.258 (12,3%)  |
| Укупно            | 40.377         | 42.704         |